# Dubienka (Żmudź)
Dubienka – część wsi Żmudź w Polsce położona w województwie lubelskim, w powiecie chełmskim, w gminie Żmudź.
W latach 1975–1998 Dubienka należała administracyjnie do województwa chełmskiego.